# Muscari botryoides
Genre
Classification APG III (2009)
Statut de conservation UICN

 LC  : Préoccupation mineure
Muscari botryoides, le Muscari faux-botryde, Muscari botryoïde ou Muscari en grappe, est une espèce de plantes vivaces de la famille des Asparagaceae et du genre Muscari.

## Description

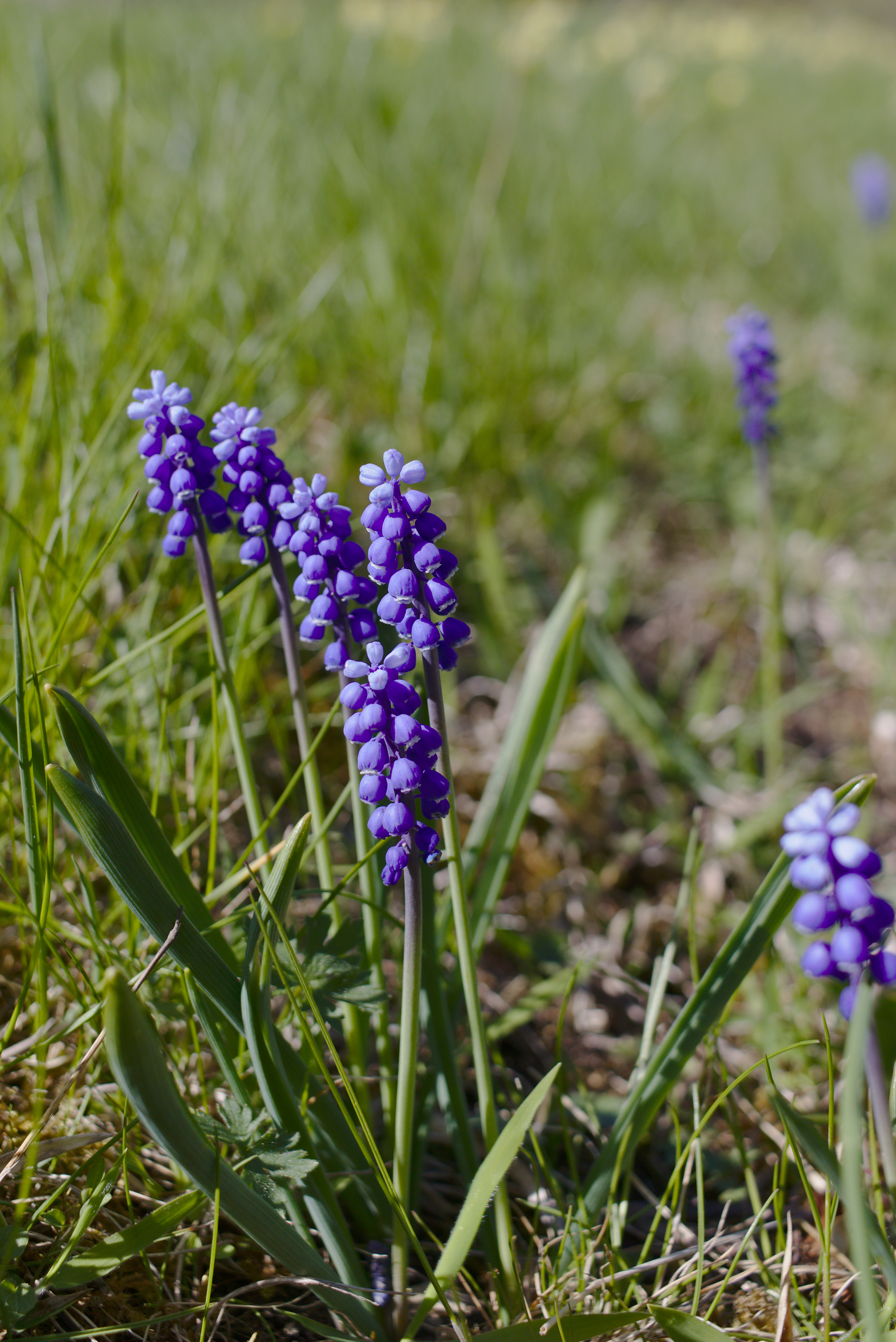
Plants avec inflorescences.

### Appareil végétatif
C'est une plante vivace, glabre, de 10 à 30 cm de hauteur, à bulbe petit, plus ou moins conique et prolifère. La plante possède 2 à 4 feuilles basilaires dressées, généralement plus courtes que la tige fleurie, de 3 à 7 mm de largeur et plus large vers le sommet, glauques, presque planes ou un peu en gouttière.

### Appareil reproducteur

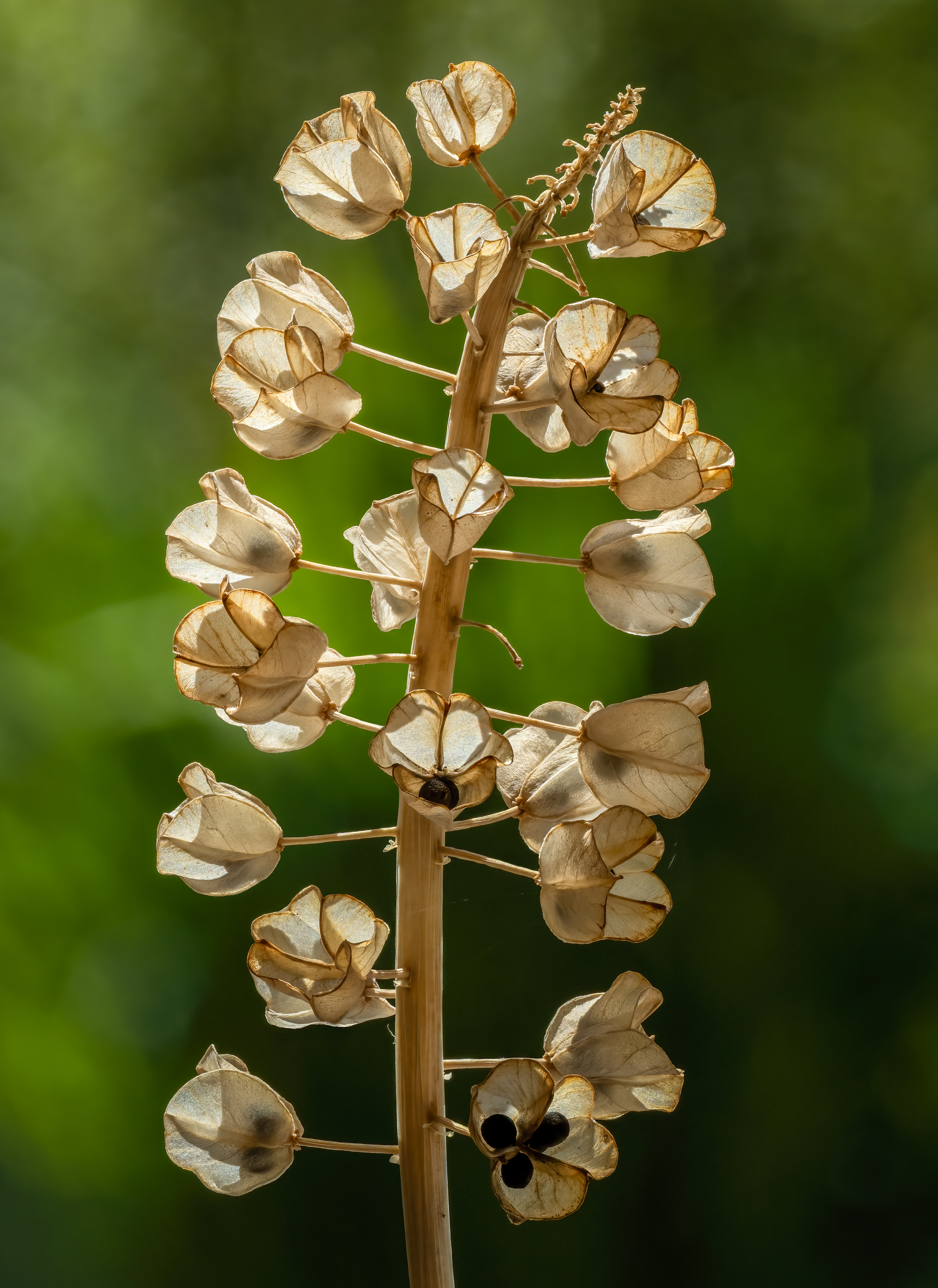
Graines de muscari botryoides. Juillet 2022.

Les fleurs d'un bleu clair à violacé, petites, sont presque inodores, disposées en une grappe ovoïde compacte de 4 à 6 cm de hauteur ; le périanthe globuleux est long de 3 à 4 mm ; les pédicelles sont penchés après la floraison, plus courts que les fleurs. Le fruit est une capsule s'ouvrant par trois valves arrondies ; les graines sont striées et rugueuses. La floraison a lieu de avril à mai.

## Habitat et écologie
Le muscari en grappe pousse dans les pelouses ou les prairies sèches sur calcaire, dans les cultures de céréales, les vignes, mais aussi dans les friches et les bois clairs ; elle peut pousser jusqu'à 1700 m d'altitude.

## Répartition
C'est une espèce surtout eurasiatique et continentale, présente en Europe centrale et orientale depuis la France jusqu'en Russie et en Arménie, en Asie centrale, en Asie Mineure ; elle est aussi présente au Maghreb.

## Taxonomie

### Synonymes
- Botryanthus vulgaris Kunth, 1843
- Botryphile botryoides (L.) Salisb., 1866
- Hyacinthus botryoides L., 1753
- Muscari racemosum subsp. botryoides (L.) Bonnier & Layens, 1894[2]

### Sous-espèces
- Muscari botryoides (L.) Mill., 1768 subsp. botryoides
- Muscari botryoides subsp. lelievrei (Boreau) K.Richt., 1890[2]